# Almería (álbum)
Almería é o sexto álbum de estúdio da banda Americana de pop punk Lifehouse, lançado em 11 de dezembro de 2012, pela Geffen Records. O título se refere á cidade espanhola Almería, lugar onde muitos filmes clássicos de faroeste foram filmados. O álbum foi produzido por Jude Cole, que trabalhou com Lifehouse em seus álbuns anteriores. O primeiro single do álbum foi lançado em Setembro, chamado Between the Raindrops, um dueto com a cantora britânica de pop Natasha Bedingfield. Uma turnê em 2013 é esperada para apoiar o álbum.